# Diglossa plumbea
Diglossa plumbea  (лат.) — вид птиц из семейства танагровых. Птицы обитают на пахотных землях, в субтропических и тропических (низменных) влажных и горных кустарниковых зарослях и сильно деградировавших лесах, на высоте 1200—3300 метров над уровнем моря, от центральной Гуанакасте (Коста-Рика) восточнее до Верагуас (западная Панама). Длина тела 10 см, масса около 9 грамм. Питается нектаром, прокалывая цветы клювом.